# 에미 (드라마)
《에미》는 MBC에서 1990년 12월 3일부터 1990년 12월 4일까지 방영된 창사 29주년 특집 드라마로, 일제강점기, 6.25, 4.19 등 험난한 세월을 살아온 한 어머니의 인생역정을 통해 전형적인 한국의 어머니상을 제시하였다.
이 드라마는 제1부 〈꽃과 산〉와 제2부 〈혼화〉, 3부 〈원시인들이 사는 마을〉 등 3부작으로 이루어져 있으며, 1990년 12월 3일 1부를, 1990년 12월 4일 2,3부를 연속으로 방영하였다. 또한 어머니 역의 이미숙은 20대에서 60대 노파까지 폭넓은 연기를 보여줬다.

## 등장 인물
- 이미숙 : 어머니 역
- 전무송 : 기범 역 - 장성한 아들
- 이정길 : 남편 역
- 최불암 : 오빠 역
- 남능미
- 조형기
- 고은정
- 김상순
- 안해숙
- 오경애
- 이계인
- 홍민우